# Studzieniczna

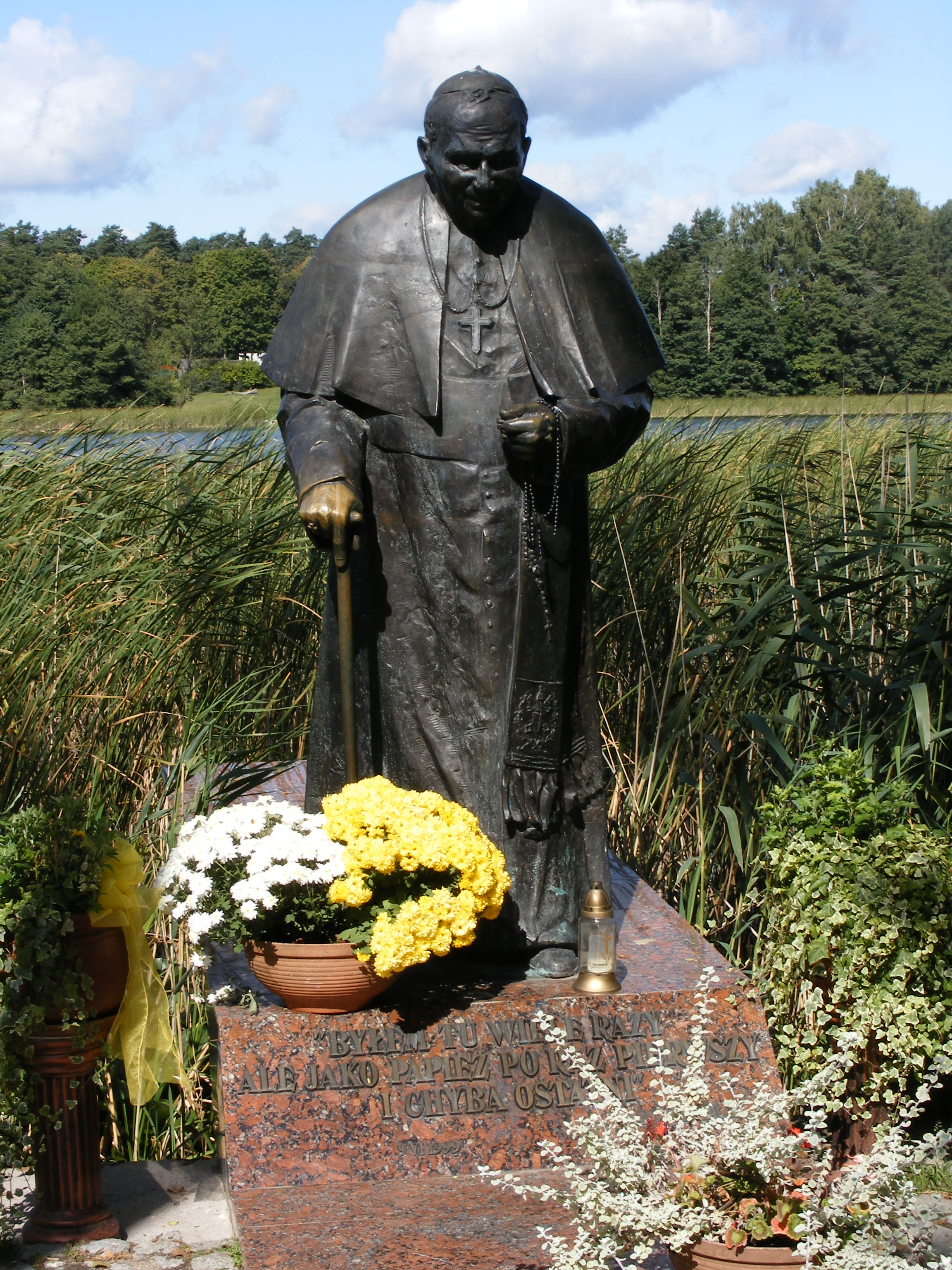
Pomnik papieża Jana Pawła II

Studzieniczna – część administracyjna Augustowa, do 1973 samodzielna wieś, w województwie podlaskim, na terenie Pojezierza Suwalskiego, nad Jeziorem Studzienicznym i Stawem Studzieniczańskim. Jest obecnie ulicą o nazwie Studzieniczna.
Wieś królewska ekonomii grodzieńskiej położona była w końcu XVIII wieku w powiecie grodzieńskim województwa trockiego Wielkiego Księstwa Litewskiego.

## Informacje ogólne
Studzieniczna leży ok. 7,5 km w linii prostej od centrum Augustowa przy drodze krajowej nr 16. Przy szosie położony jest zabytkowy cmentarz parafialny z poł. XIX w. z żeliwnymi nagrobkami z Huty Sztabińskiej, a także pomnik leśników Puszczy Augustowskiej, poległych w walkach o niepodległość Polski, zaś przy kaplicy na wyspie – pomnik papieża Jana Pawła II, upamiętniający wizytę w czerwcu 1999 roku.
Studzieniczna otoczona jest lasami Puszczy Augustowskiej. W pobliżu kościoła parafialnego znajduje się pomnik przyrody – dąb szypułkowy o obwodzie 512 cm i wysokości 24,5 m, zaś na wyspie Jeziora Studzienicznego położony jest rezerwat przyrody Brzozowy Grąd. Na obszarze Studzienicznej położona jest też siedziba leśnictwa Studzieniczne, będącego częścią nadleśnictwa Augustów. Leśnictwo prowadzi Izbę Edukacji Leśnej "W Puszczy Głuszca", a także ścieżkę edukacyjną "Do Pomnika Leśnika".
Przedsiębiorstwo Żegluga Augustowska organizuje kursy statków wycieczkowych z portu w Augustowie do Studzienicznej. Rejs "Szlakiem Papieskim" trwa w obie strony ok. 3 godzin, zaś w jedną stronę – 1 godz. 20 min.. Przez Studzieniczną przebiegają trasy rowerowe: "Wokół jezior augustowskich" i międzynarodowy szlak rowerowy Euro Velo R11, a także niebieski szlak pieszy "Wokół Jeziora Białego i Studzienicznego".

## Sanktuarium
W Studzienicznej znajduje się zabytkowy kościół drewniany ze zdobieniami z poroża dzikich zwierząt, a także kaplica Najświętszej Marii Panny, do której prowadzi wąska grobla z 1920. W kaplicy znajduje się obraz Matki Boskiej Studzieniczańskiej. Obok niej znajduje się studnia, według miejscowej legendy zawiera ona "cudowną wodę, która leczy choroby". Od tej właśnie studni pochodzi nazwa jeziora oraz miejscowości.

## Historia
Sanktuarium Matki Bożej Studzieniczańskiej stoi w obrębie dawnych wysepek. Znajdowała się tam pustelnia, w której po 1715 (wedle innej wersji przed tą datą) mieszkał zapewne mnich z pobliskiego klasztoru kamedułów w Wigrach. Potem osiadł w tym miejscu inny pustelnik, były oficer polskiego wojska Wincenty Murawski (lub Morawski), który zasłynął w okolicy jako człowiek pobożny oraz jako zielarz. Woda z wykopanej przez niego studni na mniejszej z wysp ("na grądziku") pomagała podobno szczególnie w chorobach oczu. Początkowo obraz Matki Boskiej wisiał na dębie, w 1770 Murawski z ofiar zbudował tam kapliczkę. Obecna murowana kaplica, stojąca na dębowych pniach, pochodzi z 1872 r. i jest dziełem Ludwika Jeziorkowskiego, inżyniera pracującego przy budowie Kanału Augustowskiego.
W 1786 starosta Stanisław Karwowski zakupił za sto tynfów stary kościółek z Augustowa i z pomocą ludzi postawił na większej wyspie na czas budowy nowego kościoła. Zapoczątkowało to powstanie pobliskiej wsi. W 1827 w Studzienicznej znajdowały się 2 gospodarstwa zamieszkane przez 7 osób. W 1838 Studzieniczna została filią parafii Szczebra, a w 1873 już samodzielną parafią.
Murawski po śmierci w 1814 został pochowany pod ołtarzem, a za ołtarzem umieszczono jego portret. Dąb na którym wisiał obraz Matki Boskiej ścięli Rosjanie, a sam obraz przeniesiono do kaplicy.
Urodził się tutaj ks. płk Florian Klewiado (1934–2003), ostatni zwierzchnik Generalnego Dziekanatu Wojska Polskiego.
Podczas przedostatniej pielgrzymki do Polski w roku 1999 Studzieniczną odwiedził papież Jan Paweł II. Na wyspie, obok kaplicy, w miejscu gdzie przypłynął statkiem białej floty, wzniesiono pomnik autorstwa Czesława Dźwigaja upamiętniający tę wizytę.

## Zabytki
- zespół kościoła parafialnego, nr rej.: 77 z 15.03.1980
  - drewniany kościół pod wezwaniem MB Szkaplerznej, 1836, 3 ćw. XIX, nr rej.: 232 z 25.10.1966
  - drewniana dzwonnica
  - kaplica Matki Boskiej
  - plebania, 1908
  - cmentarz przykościelny (teren półwyspu)
- rzymskokatolicki cmentarz parafialny, 2 poł. XIX w., nr rej.: 825 z 15.08.1991[13].

## W filmie
- Akcja filmu Śpiewy po rosie (1982) w reż. Władysława Ślesickiego dzieje się w Studzienicznej[14].
- W Studzienicznej kręcone były sceny do filmu Karate po polsku (1983) w reż. Wojciecha Wójcika[15].